# Pearl Jam
Pearl Jam is een Amerikaanse rockband uit Seattle. De band werd opgericht in 1990 en bestaat uit zanger en gitarist Eddie Vedder, bassist Jeff Ament, drummer Matt Cameron en de gitaristen Stone Gossard en Mike McCready. Sinds 2002 is toetsenist Kenneth "Boom" Gaspar toerlid.
In de begintijd werd de muziek van de band als 'grunge' bestempeld zoals ook andere bands uit Seattle als Nirvana, Alice in Chains en Soundgarden aan grunge werden gekoppeld. Later werd Pearl Jam steeds vaker geassocieerd met classic rock, alternatieve rock en mainstream rock. Vijf albums van de band bereikten de eerste plaats in de Amerikaanse Billboard 200. De band behoort tot de bestverkopende rockbands ter wereld en heeft meer dan 100 miljoen albums verkocht. Pearl Jam is in de Verenigde Staten de best verkopende rockband die na 1990 is opgericht. Vooral zanger Eddie Vedder is een muzikale beroemdheid en wordt door Rolling Stone magazine een "superstar frontman" genoemd.
De band werd vooral bekend door de eerste drie albums. Ten (1991), Vs. (1993) en Vitalogy (1994). Ten bevat enkele van de meest bekende nummers van de band zoals Alive, Jeremy, Even Flow en Black. Van Pearl Jam worden deze nummers het meest afgespeeld op Spotify. Black staat op nummer zeven van de NPO Radio2 Top 2000 in 2023. Het album Ten stond 300 weken in de Amerikaanse Billboard 200. In 2013 was Ten meer dan 10 miljoen keer verkocht in de Verenigde Staten. Dat was de 22e keer dat dit voor een album gebeurde sinds 1991.
Vs. was destijds het snelst verkopende album aller tijden en bevat nummers als Daughter, Go, Animal en Dissident. Andere nummers uit die periode die de band veel live speelt zijn Yellow Ledbetter, Porch, Corduroy, Better Man, Elderly Woman Behind The Counter In A Small Town en Rearviewmirror.. Het bekendste nummer dat Pearl Jam voor een film werd gebruikt komt ook uit begin jaren 90: State of Love and Trust. 
De band ging zich al snel na het succes van Ten verzetten tegen de eigen populariteit, weigerde jarenlang om nieuwe videoclips te maken (mede als protest tegen MTV), ging een gevecht aan met Ticketmaster en experimenteerde met en vanaf Vitalogy met de eigen muziek. De albums kregen na midden jaren 90 dan ook minder publiciteit en werden minder verkocht. In de jaren erna lag de nadruk vooral op grote tournees door de Verenigde Staten, Europa en de landen rond de Grote Oceaan.
Met het album Pearl  Jam uit 2006 kwam de band ook weer bij een groter publiek in het vizier en behaalde als hoogste notering een tweede plaats in Nederland. De albums Backspacer (2009) en Lightning Bolt (2013) behaalden een derde plaats. Succesvolle nummers van deze albums waren "Just Breathe" en "Sirens". In maart 2020 werd het elfde studioalbum Gigaton uitgegeven dat de tweede plek bereikte in de Nederlandse Album Top 100. In april 2024 kwam Dark Matter uit dat ook een tweede plek behaalde in deze lijst.

## Biografie

### 1990: Oprichting en eerste bezetting
Na de dood van zanger Andrew Wood in 1990 viel zijn band Mother Love Bone uiteen. De gitarist van die band, Stone Gossard, schreef daarop zijn gevoelens min of meer van zich af. Hij had ooit een jonge Mike McCready in een band genaamd Shadow zien spelen en was destijds daarvan onder de indruk. Beiden begonnen gezamenlijk te oefenen en McCready bracht Jeff Ament weer in contact met Gossard.
Nu moesten nog een zanger en een drummer worden gevonden. Gossard, Ament en McCready stelden een demotape met vijf nummers op. Jack Irons (ex-drummer van Red Hot Chili Peppers) kreeg de demotape om te zien of hij interesse had in de positie van drummer en hij mocht de demotape aan elke zanger doorgeven die hij geschikt achtte. Jack Irons sloeg het aanbod af om drummer te worden maar gaf de demotape aan zijn vriend, de zanger in de band Bad Radio uit San Diego, Edward Louis Severson III. Severson had zich al de naam Vedder aangemeten (de achternaam van zijn moeder). Eddie Vedder schreef teksten voor drie nummers (Alive, Once en Footsteps), de Mamasan-trilogie, en stuurde alles vanuit San Diego terug naar Seattle.
Ament en Gossard waren erg onder de indruk van wat zij hoorden en belden Vedder op met het verzoek of hij meteen naar Seattle kon afreizen. Vedder ging met een van de volgende vluchten naar Seattle in een zomers tenue. Bij aankomst in Seattle kreeg hij een bruin corduroyjasje van Gossard omdat het veel te koud was (het jasje zou later zeer bekend worden). In Dave Krusen werd de drummer gevonden en was de band compleet.
Vedder, Ament, Gossard en McCready hebben sinds 1990 altijd in Pearl Jam gespeeld. Alleen de positie van drummer is aan veranderingen onderhevig geweest. Dave Krusen was de drummer tot mei 1991 en speelt op de cd Ten. Vanwege een alcoholprobleem werd Krusen ontslagen. Matt Chamberlain nam het over en is te zien op de videoclip van "Alive". Hij stapte echter al snel over naar de huisband van Saturday Night Live en stelde zijn vriend Dave Abbruzzese als opvolger voor. Abbruzzese werd de bekendste drummer van Pearl Jam omdat hij tijdens de jaren (1991-1994) speelde dat de aandacht voor de band grote vormen aannam. Jack Irons, die Vedder had geïntroduceerd, volgde Abbruzzese in 1994 op en speelde nog enkele nummers in voor de cd Vitalogy. In maart 1998 was Jack Irons het toeren zat en werd hij opgevolgd door Matt Cameron (ex-Soundgarden). Cameron is de huidige drummer van Pearl Jam en daarmee de langstzittende drummer. Kenneth "Boom" Gaspar is sinds 2002 als toetsenist bij de band aangesloten.
Op 22 oktober 1990 gaf de band onder de naam Mookie Blaylock het eerste optreden voor enkele tientallen bezoekers in de Off Ramp club in Seattle. De band bestond toen pas zes dagen. Mookie Blaylock was de bijnaam van de bekende basketballer Daron Oshay "Mookie" Blaylock met rugnummer 10, waarnaar het latere album Ten werd vernoemd. Hierna volgden diverse kleine optredens, soms in het voorprogramma van Alice in Chains, en wordt een platencontract bij Epic getekend.

### 1991-1994:Tentot de dood van Kurt Cobain
In januari 1991 nam de band meerdere demo-nummers op in de London Bridge studio in Seattle met producent Rick Parashar. De opname van "Alive" zou uiteindelijk het album Ten halen waaraan later een gitaarsaldo van McCready werd toegevoegd. In maart 1991 veranderde de band haar naam in Pearl Jam. Jeff Ament stelde Pearl voor als naam waaraan 'Jam' (in de zin van uitgesponnen muziekstuk) werd toegevoegd. Ze waren geïnspireerd geraakt bij een optreden van Neil Young.
In diezelfde maand begonnen in Seattle de opnamen voor Ten, dat in augustus 1991 werd uitgegeven - een maand voordat het Nirvana-album Nevermind uitkwam. In april 1991 werd het album Temple of the Dog uitgegeven en in augustus werd het grootste gedeelte van de videoclip Alive geschoten. Vanaf augustus 1991 speelde Pearl Jam met drummer Dave Abbruzzese (hij verving Matt Chamberlain, die net Krusen had opgevolgd). Aan het eind van 1991 was Pearl Jam het voorprogramma van The Red Hot Chili Peppers, The Smashing Pumpkins en Nirvana. In oktober 1991 werd met regisseur Chris Cuffaro een videoclip voor "Jeremy" geschoten, die echter door platenmaatschappij Epic werd afgewezen. In januari 1992 werden opnamen geschoten voor de videoclip van Even Flow.
Op dat moment was Ten ongeveer 250.000 keer verkocht in de Verenigde Staten, een stuk minder dan albums van bands als Nirvana en Soundgarden, en werd de videoclip van Alive regelmatig door MTV vertoond. In februari 1992 begon Pearl Jam aan de eerste Europese tournee met optredens voor BBC TV en in Nederland. Meteen bij terugkomst in de Verenigde Staten gaf de band een optreden voor MTV Unplugged en trad hij op tijdens Saturday Night Live.
In deze periode haalde Nirvana-zanger Kurt Cobain in een interview met het Amerikaanse muziekblad Rolling Stone uit naar Pearl Jam, waarbij hij deze een 'corporate band' noemde: een vanachter een bureau gevormde band om commercieel in te springen op de opkomst van de alternatieve rockmuziek. Ten was volgens Cobain geen alternatief album omdat er veel gitaarsolo's op staan. Het zorgde voor een vete tussen de fans van beide bands, hoewel Cobain en Eddie Vedder al snel vrede sloten. Jaren later zei Eddie Vedder dat beiden een 'slow dance' deden tijdens het optreden van Eric Clapton bij de 1992 MTV Video Music Awards. Hierover zegt hij in 1992: "Kurt Cobain and I made up the other night". In 1994 noemde Cobain de zanger van Pearl Jam "a good guy". Maar Pearl Jam kreeg meer kritiek te verwerken. Het Britse muziekblad NME schreef dat Pearl Jam bezig was met "proberen geld te stelen uit de zakken van alternatieve jongeren". Kim Thayil van Soundgarden zei over het eerste optreden dat hij van Pearl Jam zag: "Ik ben nogal cynisch over deze jongens die hun armen gekruist houden als ze zingen. Maar er waren ook liedjes die Eddie zong die de rillingen over mijn rug deden lopen."
In juni 1992 kwam Pearl Jam opnieuw naar Europa maar ditmaal niet meer als onbekende band. Op 8 juni 1992 speelde de band op Pinkpop. Drie dagen eerder nam de band deel aan een festival in Neurenberg en op 26 juni 1992 op het Roskilde Festival in Denemarken. In deze weken werd de officiële videoclip van Jeremy geschoten met director Mark Pellington en werd de soundtrack van Singles, een film over de grunge-scène in Seattle, uitgegeven. Bandleden van Pearl Jam (Ament, Gossard en Vedder) spelen een kleine rol, en de nummers State of Love and Trust en Breath staan op de soundtrack van de film. De opnamen met de bandleden van Pearl Jam werden gemaakt toen de band nog Mookie Blaylock heet.
Pearl Jam was inmiddels een grote band in de Verenigde Staten geworden en het album Ten steeg (een jaar na de uitgave) naar de tweede plek in de Billboard 200. Het kwam daar in 1992 nog enkele malen terecht maar kon niet het debuutalbum Some Gave All van Billy Ray Cyrus van de eerste plek stoten (dit stond 17 weken achter elkaar op de eerste plek). Ten zou in totaal meer dan twee jaar in de Amerikaanse hitlijsten blijven staan.
In de zomermaanden van 1992 toerde Pearl Jam met Lollapalooza door de Verenigde Staten. In augustus 1992 werd de videoclip van het nummer Jeremy uitgegeven, die vaak op MTV werd vertoond en een jaar later werd bekroond met vier MTV Video Music Awards. Pearl Jam gaf op 10 september 1992 een berucht mini-optreden tijdens MTV Premiere Party van de film Singles. De band had het duidelijk niet naar de zin en rebelleerde openlijk. In de film PJ20 uit 2011 bevestigen de bandleden ze dat ze onder commerciële druk moesten optreden. Voor de band was dit het moment om vaker 'nee' te gaan zeggen. Het hoogtepunt voor de band deze maand was het gratis openluchtconcert Drop in the Park op 20 september 1992 in Magnuson Park in Seattle. Een poging om eerder dat jaar een groot openluchtconcert in de thuisstad te geven werd door lokale autoriteiten tegengegaan.
De Amerikaanse Billboard 200 stond inmiddels vol met muziek uit Seattle: het album Mother Love Bone van Mother Love Bone, het album Temple of the Dog van de gelijknamige band, Ten van Pearl Jam, Nevermind van Nirvana, de soundtrack van de film Singles en Dirt van Alice in Chains. Ook Soundgarden en Alice in Chains braken in die periode door.
De band stond toen inmiddels bekend om de intensieve liveoptredens waarbij Eddie Vedder in de eerste twee jaar vaak allerlei acrobatische toeren uithaalde en stagediven en crowdsurfen gebruikelijk waren. De Nederlandse muziekkrant OOR schreef in november 1991 dat zanger Eddie Vedder "erom bekendstaat iedere PA te beklimmen, aan lichtinstallaties te zwaaien en op zijn rug over de opgeheven handen van het publiek de zaal rond te drijven". Time Magazine schreef hierover in 1993: "Wat de band echt over de top zette, waren de liveoptredens, gedomineerd door Vedders vocale kracht en betoverende podiumpresentatie. Hij deed fans denken aan een dier dat probeerde te ontsnappen aan een riem. Vooral in het eerste jaar of zo wierp hij zich in de menigte, surfend op opgeheven handen. Hij beklom de steigers rond een podium, bungelend vanaf gevaarlijke hoogten. Hij stond stil voor een microfoon, opgevouwen in zichzelf, emoties uit zichzelf scheurend terwijl hij zong".
De interactie met het publiek zou blijven bestaan maar na 1992 uitte zich dat vooral in conversaties. Het nummer "Oceans" was tot 1998 de laatste single die door een videoclip werd begeleid, die in september 1992 werd geschoten. De videoclip is niet in de Verenigde Staten te zien.
Eddie Vedder zong in oktober 1992 tijdens het 30th Anniversary Concert voor Bob Dylan en in januari 1993 met The Doors tijdens de opname van de band in de Rock and Roll Hall of Fame. In deze maand won Pearl Jam twee American Music Awards: Favorite New Artist-Pop/Rock en Favorite New Artist - Heavy Metal/Hard Rock. Het nummer Jeremy was genomineerd voor een Grammy Award in de categorie Best Rock Song. Een lezersverkiezing van het blad Rolling Stone koos Pearl Jam tot tweede in de categorie Artist of the Year en Best Band en Ten als tweede in de categorie Album of the Year. Jeremy werd verkozen tot Video of the Year.
In 1993 veranderden veel zaken. De band besloot al snel om de commerciële activiteiten (zoals het geven van interviews) terug te schalen, en weigerde om nog videoclips te maken (Pearl Jam heeft vanaf het begin geweigerd om een videoclip voor Black uit te brengen). Zanger Eddie Vedder gaf aan er grote moeite mee te hebben dat interviews met de band die nooit hebben plaatsgevonden, werden afgedrukt en dat hiermee geld werd verdiend.
In juni en juli 1993 was Pearl Jam voor de derde keer op een Europese tournee en speelde de band in Italië enkele keren in het voorprogramma van U2. Op 2 september 1993 speelde een geïnspireerd Pearl Jam de nummers Animal en Rocking in the Free World tijdens de 1993 MTV Video Music Awards. Eind 1993 was Pearl Jam wat beroemdheid betreft op het hoogtepunt: de verkopen van het tweede album Vs (uitgegeven in oktober 1993) zorgden voor records, Eddie Vedder stond op de voorkant van het Amerikaanse toonaangevende blad Time (dat hem "rock's newest demigod" noemde). Vedder gaf aan dit feit absoluut niet als een goed resultaat voor de band te zien en vreesde dat dit een nagel aan de doodskist was. Vedder had vooraf met Kurt Cobain afgestemd dat beide bands niet zouden meewerken aan het interview in het blad. Het was de laatste keer dat de zangers elkaar spreken.
De band stond eind oktober 1993 op de voorkant van Rolling Stone. Het blad schreef: "Weinig Amerikaanse bands zijn duidelijk getalenteerder opgekomen dan deze met Ten; en Vs. overtreft zelfs dat debuut". Halverwege december 1993 zou de MTV Live and Loud New Year’s Eve special in Seattle met onder meer Pearl Jam en Nirvana worden opgenomen maar Pearl Jam zegde af vanwege ziekte van Eddie Vedder. Vs. werd genomineerd voor een Grammy Award in de categorie Best Rock Album, het nummer Daughter voor Best Rock Performance by a Duo or Group with Vocal en het nummer Go voor Best Hard Rock Performance.
Het optreden op 3 april 1994 in Atlanta werd live op de radio uitgezonden en werd enkele maanden later als eerste livealbum van de band in Europa uitgegeven als verzamelbox. Eddie Vedder draagt het nummer Go aan Kurt Cobain op omdat hij vermoedde dat het niet goed ging met de Nirvana-zanger nadat deze in Rome bijna was overleden.
Enkele dagen later werd Kurt Cobain dood in zijn huis gevonden. Dit leidde tot extra spanningen, vooral bij zanger Eddie Vedder. Deze hoorde het nieuws in een hotelkamer in Washington en sloeg de kamer aan puin. De Amerikaanse president Bill Clinton had zelfs overleg met de zanger of de president het land moest toespreken (wat uiteindelijk niet gebeurde). Een geëmotioneerde Eddie Vedder speelde een week later met Pearl Jam tijdens Saturday Night Live en had een 'K' (van "Kurt") op zijn shirt ter hoogte van zijn hart getekend.

### 1994-1995: Abbruzzese,Vitalogyen Ticketmaster
De Amerikaanse zomertournee van 1994 van de band werd geschrapt. Gedeeltelijk was dit, zei de manager van Pearl Jam, omdat de band onder de indruk was van Cobains dood. Maar Pearl Jam wilde ook niet meer in zalen spelen die door concertorganisator Ticketmaster werden georganiseerd. De band beschuldigde Ticketmaster ervan de fans onnodige kosten te laten maken en probeerde tevergeefs voor elkaar te krijgen dat de Amerikaanse overheid het bedrijf zou aanklagen vanwege een monopoliepositie. In juni 1994 getuigden Stone Gossard en Jeff Ament hiervoor bij een onderzoekscommissie. Dit zorgde voor extra onrust in de band. Drummer Dave Abbruzzese werd in augustus 1994 ontslagen en vervangen door Jack Irons. De band gaf aan dat 'politieke' verschillen de reden waren. Abbruzzese was bijvoorbeeld tegen het gevecht met Ticketmaster. In 1993 gaf Vedder in een interview al aan dat hij bijvoorbeeld niet blij was geweest met hoe Abbruzzese zich tijdens de 1993 MTV Awards had gedragen, omdat hij "lekker aan het hele circus had meegedaan".
In dat jaar "vecht de band op alle fronten", volgens de bandmanager. Niet alleen met Ticketmaster, maar ook met platenmaatschappij Epic omdat de band het uitbrengen van singles en videoclips tegenhield. Volgens muziekcriticus Jim DeRogatis eiste Pearl Jam dat van elk album ook lp's worden gemaakt en wilde de band, net als The Who, twee tot drie platen per jaar uitbrengen. Nieuw materiaal was al begin 1994 klaar, maar Epic of het gevecht met Ticketmaster zorgde ervoor dat de uitgave ervan wordt uitgesteld.
In december 1994 werd uiteindelijk het derde album Vitalogy uitgebracht. Het album bevat enkele experimentele nummers en werd door velen als (nog) ruwer dan Vs beschouwd. Stephen Thomas Erlewine van Allmusic schreef dat "dankzij de uitgeklede, magere productie Vitalogy als Pearl Jams meest originele en compromisloze album" was. Veel nummers lijken te draaien om de druk van roem. Spin the Black Circle is een hommage aan het vinyl. De omslag van de cd is in de vorm van een boekje en bevat materiaal uit een medicijnboek uit de jaren 20. De verwachtingen zorgden er mede voor dat het album bijna net zo snel verkocht als Vs. ruim een jaar eerder, waarmee deze beide albums van Pearl Jam op dat moment de snelst verkopende albums in de geschiedenis van de Verenigde Staten waren. Het album kwam op nummer 1 binnen in de Billboard Top 200 Albums en zou daar vijf weken blijven staan. In totaal zou Vitalogy in de Verenigde Staten ongeveer vijf miljoen keer verkocht worden. Het nummer Better Man bereikt nummer 1 in de hitlijst Billboard Mainstream Rock. Vitalogy kreeg een Grammynominatie voor Album of the Year en Best Rock Album.
In januari 1995 gaf de band, samen met muzikale vrienden, een 'huiskamerconcert' (onder de naam Self Pollution Radio) dat door elk radiostation mocht worden uitgezonden. Bands als Mad Season, Corduroy speelden bij Self Pollution, maar ook Krist Novoselic van Nirvana speelde er samen met Eddie Vedder. In die maand zong Eddie Vedder tijdens de opname van Neil Young in de Rock and Roll Hall of Fame en begon de tournee ter promotie van Vitalogy. De band speelde in Azië, Australië en de Verenigde Staten. Maar spanningen bleven bestaan. Het organiseren van concerten zonder Ticketmaster viel tegen.
Het Amerikaanse gedeelte van de 1995 Vitalogy Tour bestond uit twee delen. De organisatie van de concerten in juni en juli 1995 ging zeer moeizaam. Het eerste concert moest uit Idaho naar Wyoming verplaatst worden vanwege overheidsbezwaren. Het tweede concert, in Salt Lake City, werd vanwege een flinke storm afgelast. Het concert op 24 juni 1995 in San Francisco's Golden Gate Park (50.000 aanwezigen) werd afgebroken vanwege ziekte van Eddie Vedder. Het publiek was woedend. Twee concerten in San Diego werden door de politie tegengehouden. Pearl Jam besloot enkele concerten te schrappen. Resterende concerten werden in juli 1995 gegeven en enkele concerten werden naar september 1995 verschoven. In dat jaar speelde de band met Neil Young op het album Mirror Ball. Twee opgenomen nummers (I Got ID en Long Road) werden door Pearl Jam uitgegeven onder de naam Merkin Ball. In juli 1995 gaf het Amerikaanse 'Justice Department' aan het onderzoek naar Ticketmaster te staken.

### 1996-2000: VanNo Codetot en met de eeuwwisseling
Pearl Jam trad een jaar lang na de promotietournee van Vitalogy niet meer op. Het was de langste periode zonder optredens sinds het bestaan van de band. Op 28 februari 1996 kreeg Pearl Jam tijdens de uitreiking van de 1996 Grammy Awards een prijs voor het nummer Spin the Black Circle (voor Best Hard Rock Performance). Eddie Vedder zong in augustus 1996 mee tijdens het laatste optreden van zijn muzikale vrienden The Ramones. Pas na het uitbrengen van het vierde album No Code in diezelfde maand ging Pearl Jam weer optreden. No Code is experimenteler dan ooit en gaat onder meer over spiritualiteit, moraliteit en zelfbeschouwing. David Browne van Entertainment Weekly schreef "No Code toont een breder scala aan stemmingen en instrumentatie dan op elk vorig Pearl Jam-album". Het album kwam op nummer 1 binnen in de Amerikaanse Billboard 200, maar viel snel daarna weg. Er kwam veel kritiek van fans op de nieuw ingeslagen weg. No Code haalde zeker niet de verkoopcijfers van de vorige albums en is uiteindelijk een van de meest bekritiseerde albums van de band geworden.
Op 20 september 1996 speelde Pearl Jam in de Late Show van David Letterman. Nog steeds weigerde Pearl Jam om op te treden tijdens concerten die door Ticketmaster werden georganiseerd. De band bleef echter zeer populair tijdens de (beperkte) tournee in de Verenigde Staten en Europa. Op 6 november 1996 speelde Pearl Jam in de RAI Parkhal in Amsterdam. In diezelfde maand was het coverartikel van Rolling Stone een kritisch stuk over Eddie Vedder. Het blad claimde dat de zanger een vrolijke jeugd heeft gehad en een goede acteur is in het tonen van emoties. Daarnaast is de zanger, volgens het blad, altijd actief op zoek geweest naar een carrière in de muziekindustrie.
Het bleef lange tijd stil rondom Pearl Jam. Bandleden hielden zich onder meer bezig met eigen projecten en de band werkte achter de schermen aan Yield. Eind 1997 worden er pas weer optredens gegeven. Het betrof vier vooroptredens tijdens shows van The Rolling Stones in Oakland. Ter voorbereiding hierop gaf Pearl Jam een concert in Santa Cruz.
In februari 1998 kwam het vijfde album Yield uit en de band leek de moeilijkste jaren achter de rug te hebben. Hoewel het album niet op nummer 1 binnenkwam in de Amerikaanse Billboard 200 Albums (nummer 2 is de hoogste notering) en al snel in de hitlijsten zakte, werd het album goed ontvangen en verkocht het uiteindelijk beter dan voorganger No Code. De band deed meer aan promotie dan voorheen (de dvd Single Video Theory werd uitgebracht waarop opnamen van de Yield-sessies staan), speelde weer in zalen van Ticketmaster en gaf voor het eerst weer een videoclip uit (Do the Evolution). De tournee speelde zich af in de Verenigde Staten, Canada, Australië en Nieuw-Zeeland. Na afloop van de tournee stapte Jack Irons op en nam Matt Cameron zijn plaats in. De Amerikaanse tournee was zo'n succes dat de band besloot er een livealbum van uit te brengen: Live on Two Legs, verwijzend naar de twee gedeelten waaruit de Amerikaanse tournee bestond, verscheen in september 1998. Wederom nam de band daarna rust en trokken de leden zich onder meer terug in de studio voor opnamen.
1999 was een bijzonder rustig jaar voor Pearl Jam, maar toch werd dat jaar de grootste 'hit' van de band uitgebracht. Pearl Jam coverde in 1998 het nummer Last Kiss (uit 1962 van Wayne Cochran) en gaf het in 1999 uit, waarbij de opbrengsten naar de slachtoffers van de oorlog in Kosovo gingen. Het nummer bereikte nummer 2 in de Amerikaanse Billboard Hot 100, de hoogste notering ooit voor Pearl Jam. In Nederland en België werd het nummer weinig op de radio gedraaid. Het nummer Do the Evolution werd begin 1999 voor een Grammy Award genomineerd in de categorie Best Hard Rock Performance.
In mei 2000 werd het zesde album uitgebracht: Binaural. Voor het eerst werd een album van Pearl Jam niet geproduceerd door Brendan O'Brien. Het leek een terugkeer tot het type experimentele muziek van No Code en de teksten zijn veelal somber. Het album kwam op nummer 2 binnen in de Amerikaanse Billboard 200 Albums, maar werd minder dan 1 miljoen keer in de Verenigde Staten verkocht. Niettemin was de tournee in Europa en de Verenigde Staten/Canada een groot succes.
Pearl Jam heeft altijd het opnemen van de eigen concerten gepromoot, waardoor bootlegs van de band populair zijn. Om kwaliteit van de opnamen te waarborgen besloot de band om de optredens van de tournees in 2000 en 2001 als officiële bootleg uit te brengen, wat leidde tot 72 uitgaven. Net als in 1998 werd een dvd uitgegeven: Touring Band 2000. Pearl Jam speelde tijdens Pinkpop 2000 en zou op 3 juli 2000 in Sportpaleis Ahoy in Rotterdam optreden.

### 2000: Festivaldrama tijdens Roskilde
Pearl Jam speelde daarvoor eerst nog op 30 juni 2000 tijdens het Roskilde Festival in Denemarken. Tijdens dit optreden zorgde een combinatie van slecht weer samen met het uitvallen van de speakers achter op het veld ervoor dat fans naar het podium stormden en negen concertgangers in het gedrang omkwamen. Tientallen mensen raakten gewond. Toen de bandleden de problemen in de gaten kregen werd onmiddellijk met spelen gestopt en geprobeerd om het publiek te kalmeren. Hoewel in eerste instantie beschuldigingen richting Pearl Jam gingen werd de band gevrijwaard van schuld aan het incident. Het festival zelf werd in versoberde vorm voortgezet maar Pearl Jam koos ervoor om de rest van zijn Europese concertenreeks (een show op Rock Werchter en in Sportpaleis Ahoy) af te gelasten.
De Amerikaanse tournee (tussen augustus en november 2000) ter promotie van Binaural werd gestart mede op advies van artiesten die soortgelijke drama's hadden doorstaan. Een van deze adviezen kwam van Pete Townshend, een muzikaal voorbeeld van Eddie Vedder.
Het eerstvolgende album Riot Act (2002) bevat het nummer Arc waarin de negen vocale uithalen een eerbetoon zijn aan de negen personen die tijdens het festival in Roskilde omkwamen. Tijdens de hierop volgende tournee werd het nummer precies negen keer gespeeld en het nummer werd bewust buiten elke bootleg gelaten.
Op 28 juni 2007 droeg Pearl Jam tijdens een concert in het Goffertpark in Nijmegen het nummer Better Man op aan een bij het Roskilde Festival overleden Nederlandse fan: Frank Nouwens. De familie van het slachtoffer was bij het optreden aanwezig. Vedder kreeg zijn toeschouwers even stil toen hij sprak over de tragische gebeurtenis in 2000.

### 2001-2006:Riot Acten'Avocado'
Het begin van de 21ste eeuw is voor Pearl Jam de rustigste periode uit het bestaan geweest. Pas in oktober 2001 trad de band weer in zijn geheel op hoewel er twee jaar lang geen tournee was. Een maand eerder speelden McCready en Vedder met Neil Young het nummer Long Road tijdens America: A Tribute to Heroes. Het zevende album, Riot Act, kwam pas eind 2002 uit. In september 2002 werden hiervoor promotievideo's geschoten waarvan 1/2 Full, Love Boat Captain, Save You, Thumbing My Way en You Are werden uitgebracht. Kenneth "Boom" -Gaspar had zich inmiddels op uitnodiging van Eddie Vedder bij de band aangesloten. Stephen Thomas Erlewine van Allmusic schreef dat "Riot Act is het album dat Pearl Jam al sinds Vitalogy wil maken — een gespierde artrockplaat, een die nog steeds hard aanslaat maar vol rafelige randen en vreemde omwegen".
In 2003 werd de dvd Live at the Showbox uitgebracht met een registratie van het concert op 6 december 2002 in The Showbox in Seattle. Het was de tweede van vier warm-up gigs voor de 2003 Riot Act Tour van de band. Pearl Jam toerde door de Verenigde Staten en Canada, voor de derde keer door Australië (februari 2003) en voor de tweede keer door Japan (februari/maart 2003). Wederom werden bootlegs van alle concerten gemaakt. In juni 2003 liep het contract van de band met Epic af en Pearl Jam besloot zonder platenmaatschappij verder te gaan. De eerste uitgave in eigen beheer was het nummer Man of the Hour voor de film Big Fish, van regisseur (en fan van Pearl Jam) Tim Burton. Het nummer werd genomineerd voor een Golden Globe Award. Daarnaast gaf de band, in samenwerking met Epic, het album Lost Dogs in november 2003 uit (met zeldzame nummers en B-kanten) en de dvd Live at the Garden (van het optreden op 8 juli 2003 in Madison Square Garden). Het optreden op 22 oktober 2003 werd als livealbum uitgegeven onder de naam Live at Benaroya Hall in samenwerking met BMG.
De laatste aflevering van de televisieserie Friends (uitgezonden in mei 2004) was het eerste programma op televisie dat muziek van Pearl Jam mocht gebruiken. Het betroft een fragment van het nummer Yellow Ledbetter. In 2004 bracht Epic het album Rearviewmirror (Greatest Hits 1991–2003) uit, wat nog contractueel was toegestaan.
In 2005 toerde de band vooral in Canada. Eind 2005 speelde Pearl Jam voor het eerst in Zuid-Amerika. In 2006 werd de show van 2005 in Seattle uitgebracht onder de naam Live at Easy Street. Opnamen van de concerten werden ditmaal niet als bootleg in de winkel aangeboden maar als MP3 via de website van de band.
Het achtste album van de band, vernoemd naar Pearl Jam zelf, kwam in mei 2006 uit. Omdat er een avocado op de voorkant van de cd-hoes staat wordt de cd vaak Avocado genoemd. Het was toen vier jaar geleden dat Pearl Jam voor het laatst een album had uitgebracht, op dat moment het langste hiaat in de geschiedenis van de band. Platenmaatschappij J Records bracht het album uit en behoorde, net als Epic, tot de Sony BMG group. McCready vergeleek het album met Vs. Het nummer World Wide Suicide bereikte de eerste plek in de Billboard Modern Rock hitlijst en was daarmee de eerste nummer 1 in deze lijst sinds Who You Are in 1996 en de eerste nummer 1 sinds Given to Fly (1998) in elke Amerikaanse lijst.
De band trad meer dan voorheen naar buiten en was op 15 april 2006 voor de derde keer te gast bij Saturday Night Live. Anderhalve maand eerder speelde de band 6 nummers voor de AOL Sessions. Pearl Jam nam op 31 mei 2006 deel aan VH1 Storytellers waarvan de uitzending op 1 juli plaatsvond. In juni 2006 was een uitzending van Jools Holland waarin Pearl Jam optreedt. Op 4 mei 2006 was de band voor de zevende keer te gast bij David Letterman. De tournee in 2006 ging door de Verenigde Staten, Canada, Australië en Europa. Pearl Jam had in 2000, tijdens Roskilde, voor het laatst in Europa gespeeld. Hoewel de band zich had voorgenomen nooit meer tijdens een festival te spelen was het de hoofdact tijdens festivals in Leeds en Reading. Het optreden in Arnhem in 2006 was het eerste optreden van de band in Nederland sinds 1996 met uitzondering van de festival-bijdrage aan Pinkpop in 2000.

### 2007-2012: heruitgaven,Backspaceren het 20-jarig bestaan
2007 en 2008 waren rustige jaren voor de band. In 2007 nam de band de cover Love, Reign o'er Me van The Who op voor de film Reign Over Me. Verder was er een 13-daagse tournee in Europa en had de band de hoofdrol tijdens Lollapalooza in augustus 2007. De band gaf in juni 2007 de cd-box Live at the Gorge 05/06 uit met daarop de concerten in het The Gorge Amphitheatre en in september 2007 de dvd Immagine in Cornice met opnamen van optredens in Italië in 2006. In 2008 was Pearl Jam in juni de hoofdact op het Bonnaroo Music Festival, tijdens een tournee door de Verenigde Staten. Een maand later speelde de band, samen met Foo Fighters, Incubus and The Flaming Lips, tijdens de VH1 tribute voor The Who.
Vanaf 2009 leek Pearl Jam alle bezwaren (ook commercieel) van de beginjaren achter zich te laten en stond plezier in het maken van muziek voorop. Het succesvolste album van de band, Ten, werd op 24 maart 2009 in vier verschillende pakketten opnieuw uitgebracht. Naast het originele album werd ook een 'nieuwe' (ruwere) versie van het album uitgegeven. Het was een oude wens van de band. Al in de jaren 90 realiseerde de band zich dat producenten Ten "gladder" hebben gemaakt dan de bandleden hadden gewild. Het optreden voor MTV Unplugged in 1992 werd op een bijgesloten dvd vrijgegeven en een lp met het optreden op 20 september 1992 in Magnuson Park in Seattle is verkrijgbaar.
Vedder zei over het nieuwe studioalbum Backspacer, dat in september 2009 is uitgebracht: "Ik heb in de loop van de jaren geprobeerd hoopvol te zijn in teksten, en ik denk dat dat nu gemakkelijker zal zijn". Backspacer debuteerde op nummer 3 in de Nederlandse Album Top 100, op nummer 9 in de Engelse Top 100 Album Chart en op nummer 1 in de Australische ARIA Top 50 Albums Chart. Voor het eerst sinds 1996 stond Pearl Jam ook weer op nummer 1 in de Verenigde Staten. Met de single Just Breathe voegde de band een tijdloze klassieker aan het repertoire toe (een nummer dat tijdens de Serious Request uitzending van 2009 erg populair bleek te zijn). Het was meteen de grootste commerciële hit van Pearl Jam in Nederland. Het bereikte de veertiende plek in de Top 40 en bleef elf weken in de lijst staan. Alive eindigde in 1992 op plek dertien.
Regisseur Cameron Crowe gaf dat jaar aan van plan te zijn om een film over de band te gaan maken. Nummers van de band zijn op game consoles te spelen (Rock Band, Guitar Hero), Pearl Jam speelde het nieuwe nummer Got Some tijdens de eerste Tonight Show met de nieuwe presentator Conan O'Brien, gaf vijf optredens in Europa (waaronder in Ahoy) tijdens een minitournee en ontwikkelde nieuwe initiatieven op het internet. Zo konden nieuwe versies van de Ten-nummers worden gehoord na het maken van een puzzel en konden de negen afzonderlijke afbeeldingen van het nieuwe album Backspacer op het internet worden gevonden waarna een proefopname van een nieuw nummer kon worden gehoord. Ook werd een promotievideo voor Backspacer gemaakt, een videoclip voor The Fixer uitgegeven en werd met Pearl Jam TV gestart ter promotie van de aanstaande tournee in Australië en Nieuw-Zeeland.
Voor het eerst sinds Yield (1998) werd een album (Backspacer) van Pearl Jam weer geproduceerd door Brendan O'Brien. The Fixer was de eerste single van het album. Pearl Jam had het contract met J Records niet verlengd en bracht in de Verenigde Staten het album in eigen beheer uit. Daarnaast had Target in de Verenigde Staten exclusieve verkooprechten. Ook onafhankelijke platenzaken, iTunes en de eigen website van de band mochten het album verkopen. Internationaal brengt Universal Music Group het album uit.
In augustus 2009 gaf de band enkele optredens in Canada en de Verenigde Staten, waaronder het Golden Gate Park waar het in 1995 behoorlijk misging voor de band met een zieke Eddie Vedder. Op 21 september 2009 begon de Noord-Amerikaanse tournee na uitgave van Backspacer. De optredens op 27, 28, 30 en 31 oktober 2009 in Philadelphia waren speciaal omdat het de laatste optredens in het Wachovia Spectrum waren; het gebouw wordt afgebroken. Op de laatste avond speelde de band maar liefst 41 nummers. Tussen 14 en 29 november 2009 gaf band zeven optredens in Australië en Nieuw-Zeeland. Het was de vierde tournee van Pearl Jam in Oceanië.
Op 13 maart 2010 stond Pearl Jam voor de vierde keer in Saturday Night Live en speelde het Just Breathe en Unthought Known. De andere keren waren in 1992, 1994 en 2006.
In mei 2010 deed de band 13 optredens in de Verenigde Staten waaronder in Madison Square Garden in New York op 20 en 21 mei. Tussen 22 juni en 10 juli was Pearl Jam weer in Europa te zien met optredens in o.a. Nijmegen. Op 24 oktober 2010 speelde de band voor de achtste keer tijdens de Bridge School Benefit in Californië.
Geruchten dat Pearl Jam in 2010 een ep zou uitbrengen met nummers die uiteindelijk niet op Backspacer stonden, en dat een versie van de game Rock Band aan Pearl Jam zou worden gewijd, kwamen niet uit.
In 2011 bestond Pearl Jam twintig jaar onder de huidige bandnaam en in augustus 2011 was het twintig jaar geleden dat het legendarische album Ten werd uitgegeven. In januari 2011 wordt een livealbum getiteld Live on Ten Legs uitgebracht. De titel verwijst naar Ten (het debuutalbum) en naar Live on Two Legs, het eerste livealbum van Pearl Jam. Live on Ten Legs bevat 18 concertopnamen uit de periode 2003 - 2010. Op het album staan een aantal tracks die nooit eerder zijn verschenen, waaronder covers van Public Image Ltd en Joe Strummer van the Clash. In maart 2011 worden de albums Vs en Vitalogy opnieuw (in combinatie) uitgegeven in drie
verschillende pakketten. Zanger Eddie Vedder speelde in die maand 14 solo-concerten in Australië. Eind mei 2011 gaf Vedder zijn tweede soloalbum uit: Ukelele Songs. Het album haalde de vierde plek op de Amerikaanse Billboard Top. Daarnaast bracht hij de dvd Water on the Road uit. Vedder deed in juni en juli 2011 een solotournee in de Verenigde Staten en speelde op 20 juni 2011 in de Late Show with David Letterman. Op 8 september 2011 verscheen de single Olé.
De band kondigde aan om in 2011 een eigen festival te organiseren ter ere van het 20-jarig bestaan van de band. De datum werd uiteindelijk gesteld op het weekend van 3/4 september 2011 in East Troy (Wisconsin). Hierna volgde een tournee van de band in Canada en in de Zuid-Amerika. In deze periode kwam Cameron Crow met zijn aangekondigde film over de band. De film PJ20 werd vergezeld door een boek en soundtrack. De première van de film vond plaats tijdens het 2011 Toronto International Film Festival. De film was in Nederland eenmalig in diverse bioscoopzalen te zien, waaronder die van Pathé, en in juni 2012 voor het eerst op de Nederlandse televisie.

### 2013-2019:Lightning Bolten opname in deRock and Roll Hall of Fame
Op 11 juli 2013 werd het tiende album Lightning Bolt aangekondigd dat op 14 oktober 2013 in de Verenigde Staten verscheen (het album was een paar dagen eerder al internationaal verkrijgbaar). Het was opnieuw geproduceerd door Brendan O’Brien en uitgegeven door Monkeywrench Records. De eerste single van het album was Mind Your Manners. De tweede single was Sirens. Op 25 juli 2013 kondigde de band een officiële app aan voor gebruikers van iTunes. In oktober 2013 werd bekend dat de muziek van Pearl Jam de 2013 World Series zou ondersteunen (de Boston Red Sox wonnen  deze eindstrijd tegen de St.Louis Cardinals).
Pearl Jam speelde eind 2013 een tweedelige tournee in Noord-Amerika met het eerste concert op 11 oktober 2013 in Pittsburgh en het laatste concert op 6 december 2013 in Seattle. In juli 2013 speelde de band drie losse concerten in London, Ontario en Chicago (op Wrigley Field). Eind oktober 2013 was Pearl Jam een week lang het muzikale thema van de Amerikaanse show Late Night with Jimmy Fallon. Op maandag speelde Chris Cornell, samen met de Avett Brothers, een cover van Footsteps. Op dinsdag zong Fleet Foxes zanger Robin Pecknold een cover van Corduroy. Op woensdag werd Alive gespeeld door Dierks Bentley, Mike McCready en The Roots. Pearl Jam zelf speelde Sirens op donderdag en Lightning Bolt op vrijdag.
Begin 2014 trad de band zesmaal op in Nieuw-Zeeland en Australië tijdens het Big Day Out Festival. De tournee werd gevolgd door solo-optredens van Eddie Vedder in deze landen, waaronder op 13 februari 2014 in het Opera House. In juni en juli 2014 was Europa weer aan de beurt met onder meer twee optredens in de Ziggodome en in het San Siro stadion van Milaan. Tijdens een concert in Milton Keynes sprak Vedder zich uit tegen "... people out there who are looking for a reason to kill...". Met name Israëlische fans reageerden hierop verbolgen. Tijdens een solo-optreden van Vedder een week later lichtte de zanger zijn woorden toe, en coverde hij Imagine van John Lennon. De Amerikaanse tournee vond plaats in oktober 2014 met twaalf concerten. Tijdens het concert in Moline werd het album No Code in z'n geheel gespeeld en een geïmproviseerd nummer genaamd 'Moline'. Drie dagen later vond een vergelijkbaar initiatief plaats toen het album Yield van het begin tot het einde in Milwaukee werd gespeeld. Eind oktober 2014 speelde de band opnieuw tijdens de Bridge School Benefit.
Op 18 mei 2015 was Eddie Vedder een van de laatste artiesten die optrad in de Late Show with David Letterman. Samen met Paul Shaffer en de CBS Orchestra speelde de zanger het nummer Better Man. In september 2015 nam Stephen Colbert de Late Show over en was Pearl Jam op 23 september 2015 te gast. Na een bandinterview werden de nummers Mind Your Manners en Rockin' in the Free World gespeeld, wat meteen het eerste live-optreden in 2015 was. Op 26 september 2015 was de band de hoofdact voor 60.000 toeschouwers tijdens het Global Citizen Festival 2015 in Central Park. Aan het eind van dat optreden speelde Eddie Vedder het nummer Redemption Song samen met zangeres Beyoncé.
In november 2015 gaf de band negen optredens in Zuid-Amerika, waar het terugkeerde na twaalf eerdere shows in 2005, tien shows in 2011 en drie festivals in 2013. Tijdens de show op 17 november 2015 in São Paulo werd het nummer Love Boat Captain opgedragen aan de slachtoffers van de terroristische aanslagen in Parijs. Het optreden in Bogota was het eerste van de band in Colombia. Meer dan 60.000 toeschouwers waren bij het afsluitende concert in het Mexicaanse Foro Sol stadion.
In april en mei 2016 speelde de band 17 concerten aan de oostkust van de Verenigde Staten en in Canada. Op 16 april 2016 werd in Greenville het album Vs voor het eerst integraal gespeeld. Op 29 april 2016 was het album Ten aan de beurt in Philadelphia - de band had eenmaal eerder het gehele album integraal live gespeeld in 1992. Op 10 mei 2016 werd ook het album Binaural, in Toronto, in zijn geheel gespeeld. Door het geheel spelen van No Code en Yield in 2014 zijn nu de helft van alle Pearl Jam albums in zijn geheel live gespeeld. Het concert in Raleigh (North Carolina) werd door de band afgelast vanwege de anti-homowet House Bill 2 (HB2) die deze Amerikaanse staat aannam. In Nashville speelde Pearl Jam een exclusieve show bij Jack White's Third Man Records.
In 2016 speelde band verder nog op de festivals Bonnaroo, Ride Festival en Pemberton Music Festival en in Fenway Park en Wrigley Field. Deze laatste plaats is de thuishaven van honkbalclub Chicago Cubs die in november voor het eerst sinds 108 jaar de World Series wonnen. Eddie Vedder is een van hun bekendste fans en beleefde de wedstrijden van dichtbij. In 2008 schreef hij een nummer over de lange periode dat deze honkbalclub zonder winst in de World Series was: (Someday We'll Go) All The Way. In 2017 verscheen een film en een album over deze maanden, getiteld Let's Play Two. Tijdens het Global Citizen Festival van 2016 trad Eddie Vedder op met zanger Chris Martin van Coldplay en zij speelden daar de nummers Nothingman van Pearl Jam, Don’t Dream It’s Over van Crowded House en People Have the Power van Patti Smith.
In 2017 werd Pearl Jam opgenomen in de Rock-'n-Roll Hall of Fame. De introductie van de band werd gedaan door David Letterman. Pearl Jam speelde meerdere nummers die avond. Bij Alive werd de band vergezeld door ex-drummer Dave Krusen. Later dat jaar tourde Eddie Vedder een maand solo door Europa. Zijn eerste drie optredens waren in AFAS Live, vlak na het overlijden van Chris Cornell. Hij introduceerde Vedder in 1990 in de muziekscene van Seattle en beiden waren sindsdien vrienden. Tijdens de concerten in Amsterdam, en ook in enkele andere steden, werd hij bijgestaan door het Nederlandse Red Limo String Quartet. Vedder was enkele maanden later te zien in het nieuwe seizoen van de serie Twin Peaks. Het magazine Rolling Stone bracht in 2017 een 'Special Collectors Edition' over de Pearl Jam uit. In maart 2018 verscheen het nummer Can't Deny Me.
Op 4 maart 2018 werden de Oscars voor de negentigste keer uitgereikt. Daarbij werd ook stilgestaan bij de verschillende Hollywoodsterren die in 2017 zijn overleden. De muziek bij deze ode werd verzorgd door Vedder, die het nummer Room at the Top speelde van de in 2017 overleden Tom Petty. In maart trad Pearl Jam tweemaal op in zowel Chili als in Brazilië. Later dat jaar tourde de band een maand lang door Europa en deed daarbij onder meer de ZiggoDome, Pinkpop en Rock Werchter aan.
In de zomer van 2018 speelde Pearl Jam enkele concerten in Amerikaanse honkbalstadions. De concerten in het stadion van de Seattle Mariners werden de Home Shows genoemd, en haalden meer dan $11 miljoen op voor daklozen. Daarnaast speelde Pearl Jam opnieuw tweemaal in Wrigley Field (het stadion van de Chicago Cubs) en ook opnieuw in Fenway Park (het stadion van de Boston Red Sox). Tussendoor speelde de band in het kader van Rock2Vote een concert in het college football Washington-Grizzly Stadium te Montana, de geboortegrond van bassist Jeff Ament. In december 2019 kondigde de band een Europese tour aan voor de zomer van 2020.

### 2020-heden:Gigaton,de coronapandemie en solowerk van Eddie Vedder
Op 13 januari 2020 kondigde Pearl Jam het elfde studio-album Gigaton aan. Deze verscheen op 27 maart 2020 en werd ondersteund door de singles Dance of the Clairvoyants, Superblood Wolfmoon en Quick Escape. Voorafgaand aan de Europese concerten zou er een tournee in de Verenigde Staten zijn in maart en april 2020. De band stelde de geplande tour uit vanwege de coronapandemie. In september 2020 kondigde Pearl Jam de uitgave aan van het MTV Unplugged optreden in 1992. De uitvoering verscheen op 23 oktober 2020 op vinyl, CD en als digitale download. MTV Unplugged bereikte plek zeven in de Amerikaanse Billboard Album Top 200. Daarmee werd het de 14e uitgave van Pearl Jam die de top 10 bereikte van deze Amerikaanse albumlijst. Op Record Store Day 2019 was er al een beperkte oplage van het concert op vinyl verschenen. In september 2020 bracht Vedder het instrumentale nummer Cartography uit. Deze is afkomstig van de soundtrack van de documentaire Return To Mount Kennedy uit 2019.
In december 2020 kwam Vedder met de EP Matter of Time waarop zes nummers staan. De nummers Matter of Time en Say Hi waren nog niet eerder uitgebracht. Van drie eerder verschenen nummers staan er akoestische versies op: Just Breathe, Future Days en Porch. Daarnaast bevat het een akoestische coverversie van een nummer van Bruce Springsteen: Growin' Up. De nieuwe nummers werden door Vedder op 18 november 2020 gespeeld tijdens virtuele benefietactie Ventures Into Cures voor de non-profitorganisatie EB Research Partnership. Deze organisatie is mede opgericht door Vedder en zijn vrouw Jill Vedder en richt zich op het vinden van genezing van de huidziekte epidermolysis bullosa. Het nummer Say Hi is opgedragen aan het destijds zes-jarige patiëntje Eli Meyer.
Na het overlijden van Peter R. de Vries in juli 2021 kwam het nummer Guaranteed van Eddie Vedder veel in de belangstelling. De vermoorde journalist had de eerste woorden van dit nummer, on bended knee is no way to be free, als tatoeage op zijn been en eerder aangegeven dat hij daarvoor de tekst van Vedder's nummer had gebruikt. Het nummer werd in die periode veel gedraaid (ook tijdens de begrafenis) en door Douwe Bob op RTL4 gecoverd.
In 2021 werd de soundtrack van de film Flag Day uitgegeven. Op dit album is door Vedder samengewerkt met onder meer zijn goede vriend Glen Hansard en zijn dochter Olivia Vedder.
In mei 2021 kondigde Pearl Jam de uitgave aan van een digitale collectie van 200 concerten uit de periode 2000-2013. De collectie van 5.404 nummers genaamd Deep is toegankelijk voor leden van de officiële Pearl Jam Ten Club.
Op 8 september 2021 kwam de aankondiging van Vedder's derde soloplaat: Earthling. Deze werd op 11 februari 2022 uitgegeven. Als eerste single werd het nummer Long Way vrijgegeven gecombineerd met het nummer The Haves op een 7″ vinyl.
Op 18 september 2021 trad de band op het Sea.Hear.Now Festival in Asbury Park (in de Amerikaanse staat New Jersey) op voor 35.000 fans. Het was het eerste optreden van Pearl Jam sinds 4 september 2018 in Boston. De band speelde zes nummers van het album Gigaton en werd ondersteund door gitarist Josh Klinghoffer. In december 2021 kondigde Eddie Vedder een Amerikaanse tour voor februari 2022 aan ondersteund door backing band The Earthlings.
Op 3 mei 2022 startte de Amerikaanse tour van Pearl Jam in San Diego. Daarna volgden twee optredens in Los Angeles en een concert in Glendale (Arizona). Matt Cameron ontbrak tijdens het concert op 12 mei in Oakland vanwege Covid. Het was het eerste optreden in 24 jaar dat Cameron moest missen. Hij werd die avond vervangen door Josh Klinghoffer en Richard Stuverud. Zij speelden ook de avond erna in Oakland. De 18-jarige fan Kai Neukermans was de drummer die avond tijdens het nummer Mind Your Manners. In Fresno op 16 mei 2022 waren Klinghoffer en Stuverud wederom de drummers. Zij kregen ditmaal ondersteuning van ex-Pearl Jam drummer Dave Krusen. Toen ook Jeff Ament een positieve Covid-test kreeg werden de resterende shows in Sacramento en Las Vegas afgelast.
Op 18 juni 2022 startte de Europese tour tijdens Pinkpop. Het laatste optreden was op 25 juli in de ZiggoDome. Optredens in Wenen en Praag werden afgelast vanwege stemproblemen van Eddie Vedder. Het concert van 24 juli in de ZiggoDome werd op het allerlaatste moment afgelast.
In september 2022 speelde de band vier concerten in Canada en acht in de Verenigde Staten.
Op 22 april 2023 werd het live album Give Way uitgegeven als onderdeel van Record Store Day 2023.
In april 2023 kondigde de band een vierde deel van de Gigaton Tour aan met focus op het Midwestern van de Verenigde Staten. De acht concerten werden gespeeld tussen 31 augustus en 19 september. De show in Noblesville, Indiana werd afgelast vanwege ziekte in de band.

### 2024:Dark Matter
Op 31 januari 2023 gaf de band een Listening Party in de Troubadour club in Los Angeles voor het nieuwe album. De titel, titelnummers en de releasedatum werden niet vrijgegeven. Producer Andrew Watt was verantwoordelijk voor het twaalfde album van de band. Eddie Vedder zei hierover: "Ik denk dat dit ons beste werk is". Het album was opgenomen in de beroemde studio Shangri-La in Malibu
Op 13 februari 2024 bracht Pearl Jam het nummer Dark Matter uit van het album dat dezelfde titel zou krijgen. Daarna volgden Running en Wreckage. De releasedatum was 19 april 2024. Het album bereikte de tweede plek in de Nederlandse Album Top 100.
In juni 2024 werd het nummer Save It For Later van Eddie Vedder uitgebracht, Dit is een cover van het nummer van de English Beat en werd gebruikt voor de serie The Bear.
De Dark Matter World Tour van Pearl Jam vond plaats van 4 mei 2024 tot 18 mei 2025 en omvatte in totaal 48 concerten verspreid over vijf etappes in Noord-Amerika (mei 2024 en september 2024), Europa (juni/juli 2024), Oceanië (november 2024) en in het oosten van de Verenigde Staten (april & mei 2025). De concerten op 29 juni in Londen en op 2 en 3 juli in Berlijn werden geannuleerd vanwege ziekte binnen de band.
In juli 2025 kondigt drummer Matt Cameron aan de band na 27 jaar te verlaten.

## Liveoptredens en bootlegs
Pearl Jam staat bekend om de intense, gevarieerde en langdurende liveoptredens. Het tijdschrift Lust for Life schreef hierover in 2013: "...Ga maar eens naar een concert van de band. Je krijgt geen greatest hits show, maar een dwarsdoorsnede van bijna 25 jaar rockmuziek. En als je daarna nog een keer gaat, is de kans groot dat je een compleet andere setlist voor je kiezen krijgt...".
Tijdens een concert in Phoenix in 1995 kondigde Vedder aan dat het opnemen van de shows is toegestaan voor persoonlijk gebruik. Het initiatief uit 2000 om bootlegs van liveoptredens aan te bieden (via het toenmalig platenlabel Epic Records/Sony) is nog steeds van toepassing. De doelstelling is om goede opnamen aan te bieden tegen redelijke prijzen. Vanaf 2003 kwam de nadruk te liggen op cd-verkoop via de eigen website. Zes shows werden beschikbaar gesteld voor algemene verkoop. De recentste opnamen worden tegenwoordig, zonder tussenkomst van derden, door de band zelf aangeboden via de officiële bootlegwebsite. Met de opnamen van Europese concerten in 2000 vestigde Pearl Jam meteen een record: vijf albums debuteerden tegelijkertijd in de Amerikaanse Billboard Top 200.
In 2021 gaf de band 186 concerten vrij aan streamingdiensten. Ook lanceerde het de database Deep met concertinformatie.

## Thematiek
De nummers van het eerste Pearl Jam-album Ten gaan deels over jongeren met moeilijkheden; een thema dat goed aansloot bij de doelgroep van de grungehype, begin jaren 90. De LA Times schrijft in 1994 dat de muziek van Pearl Jam de eenzaamheid en verwarring van opgroeiende jongeren, wat vaak samengaat met fysiek en psychologisch misbruik, reflecteert.
Het nummer Jeremy is gebaseerd op de zelfmoord van een zestienjarige jongen, Jeremy Delle, in Richardson, Texas, die zich in een klaslokaal door het hoofd schoot na hevige pesterijen.
Alive is semi-autobiografisch en gaat over een jonge Vedder die erachter komt dat zijn vader niet zijn echte vader is, en dat zijn echte vader is overleden. Het nummer vormt een drieluik met Once, waarin de jongen door het lint gaat, en Footsteps (dat niet op Ten staat) waarin hij wordt veroordeeld en zijn moeder de schuld geeft. Deze nummers staan ook wel bekend als de Mamasan-trilogie. Andere thema's op Ten zijn onder meer daklozen (Even Flow), drugsgebruik (Why Go), liefde (Oceans en Black) en het verliezen van een dierbare (Porch).
Vedder gebruikt vaker de techniek waarbij hij een nummer zingt in de ik-vorm, als ware hij iemand anders. Een voorbeeld is Daughter (van het album Vs.), over een meisje dat dyslexie heeft, en over haar moeder die niet goed weet hoe daarmee om te gaan. Vedders teksten bevatten regelmatig autobiografische elementen, soms in een andere context geplaatst. Het nummer Off He Goes (van het album No Code) is in de derde persoon, hoewel Eddie Vedder meerdere malen heeft aangegeven dat het nummer over hemzelf gaat.
Het tweede album van de band (Vs.) bevat onder meer thema's als wapenbezit (Glorified G), politiek (Dissident), racisme (W.M.A.) en media (Blood). Het album Vitalogy is grauwer en gaat onder meer over de druk van het beroemd zijn, zelfmoord, abortus en verleiding.

## Activisme en liefdadigheid
Pearl Jam, en met name zanger Eddie Vedder, heeft zich vanaf het begin van de band beziggehouden met politieke en sociale kwesties. Het pro-abortusstandpunt van de band, het gevecht tegen het monopolie van Ticketmaster en de anti-Bush-houding zijn de bekendste hiervan. McCready, die aan de ziekte van Crohn lijdt, houdt zich bezig met het genereren van meer bekendheid over die ziekte. Vedder zet zich in voor de vrijlating van de West Memphis Three. Een van hen, Damien Echols, droeg bij aan het nummer Army Reserve van het album Pearl Jam. De band ondersteunt diverse goede doelen via de eigen website.

### Abortus
Het pro-abortusstandpunt van de band komt naar voren in een artikel dat Vedder in 1992 voor het blad Spin schrijft, getiteld 'Reclamation'. Hij omschrijft het probleem dat een groep mensen hun ideeën en opvattingen, gebaseerd op religie, anderen willen opleggen. Vedder schrijft dat hij uit ervaring spreekt, en dat zijn kind nu tien jaar oud zou zijn geweest. Tijdens het MTV Unplugged-concert in dat jaar schreef Vedder "PRO-CHOICE!" op zijn arm. Bandleden zijn lid van diverse organisaties als Choice USA en Voters for Choice. Tijdens het optreden in 1992 voor Saturday Night Live heeft Eddie Vedder een shirt aan met een kledinghanger erop getekend (een kledinghanger wordt vaak als 'doe-het-zelf' hulpstuk bij abortus gebruikt). Over zijn activisme zei Vedder: "You get a chance to say something on national TV, and I'm not gonna keep my mouth shut. I try to do it in a subtle enough way".

### Politiek
Tijdens de Amerikaanse presidentsverkiezingen in 2000 steunde Vedder de onafhankelijke presidentskandidaat Ralph Nader. In 2004 speelde Pearl Jam concerten ter ondersteuning van John Kerry van de Democratische Partij. Vedder noemde die periode "a time of crisis. We have to get a new administration in". Hiermee doelde hij op het presidentschap van George W. Bush (2001-2009). Tijdens optredens in de Verenigde Staten in 2003 gebruikte Vedder een rubberen masker van Bush tijdens het nummer Bu$hleaguer. Vlak voor Amerikaanse presidentsverkiezingen 2008 gaf Pearl Jam via de eigen website een documentaire vrij getiteld Vote for Change 2004.
Het nummer World Wide Suicide bekritiseert de oorlog in Irak en het buitenlands beleid van de Verenigde Staten. Tijdens Lollapalooza 2007 zong Vedder aan het eind van het nummer Daughter de tekst "George Bush leave this world alone/George Bush find yourself another home". Vedder was ook tegen George H.W. Bush (Amerikaans president van 1989-1993), de vader van George W. Bush. In 1992, tijdens het optreden van Saturday Night Live, staat er NO BUSH '92 op Vedders shirt geschreven.

### Benefiet
Pearl Jam speelt vaak tijdens benefietconcerten. De Bridge School Benefit (1992, 1994, 1996, 1999, 2001, 2003, 2006, 2014) is een terugkerend onderdeel. In 2001 was Pearl Jam de belangrijkste act tijdens een VN-concert tegen honger. De Chicago House of Blues werd aan de tournee van 2005 toegevoegd ter ondersteuning van de slachtoffers van orkaan Katrina.
De band ondersteunt de zelfverdedigingsorganisatie Home Alive uit Seattle. Deze organisatie werd opgericht na de verkrachting van en moord op zangeres Mia Zapata van punkband The Gits in 1993.
Pearl Jam heeft het nummer Crazy Mary van de Amerikaanse zangeres Victoria Williams gecoverd voor het album Sweet Relief: A benefit for Victoria Williams. Williams bleek in 1993 aan multiple sclerose te lijden. Het nummer wordt regelmatig tijdens concerten van Pearl Jam gespeeld.

### Dierenrechten
Het album In Defense of Animals: A Benefit Compilation uit 1993 bevat het nummer Porch van Pearl Jam. Ook artiesten als Michael Stipe, Primus en Helmet hebben aan dat album bijgedragen.

### Klimaatneutraal
Gitarist Stone Gossard zette zich in voor milieu-aangelegenheden en was een pleitbezorger voor Pearl Jams klimaatneutrale beleid waarbij de milieu-impact van de band wordt gecompenseerd.

## Pearl Jam in Nederland en België
Pearl Jam heeft meermaals in Nederland opgetreden, vooral begin jaren 90. In België speelde Pearl Jam pas voor het eerst in 2006, hoewel al in 1995 de band (zonder zanger Eddie Vedder) Neil Young begeleidde op het Pukkelpopfestival.
In 1992 deed het relatief onbekende Pearl Jam kleinere zalen aan ter promotie van het album Ten. Het album was al in 1991 uitgebracht, maar de tournee van Pearl Jam door de Verenigde Staten en Europa zorgde ervoor dat halverwege 1992 het album zeer hoge verkoopcijfers haalde. Het eerste optreden van Pearl Jam in Nederland was op 2 februari 1992 in de uitverkochte Melkweg in Amsterdam. Dit concert werd gedeeltelijk op de radio uitgezonden. Een maand later volgden optredens in Groningen (Vera), Den Haag (Paard van Troje), Utrecht (Tivoli), Eindhoven (Effenaar) en Rotterdam Nighttown; een optreden in Nijmegen (Doornroosje) werd afgelast. In 1992 staat Pearl Jam in een korte periode met drie reportages in Muziekkrant OOR.
Het hoogtepunt van Pearl Jam in Nederland (en volgens luisteraars van 3FM en organisator Jan Smeets in de geschiedenis van het festival zelf) was het optreden op Pinkpop 1992. De band gaf een bevlogen optreden voor een uitzinnige menigte, waarbij zanger Eddie Vedder vanaf een camerakraan in het publiek dook. Eddie Vedder noemt het optreden "een high waar ik een week op gelopen heb". De zanger laat bij Hanky Panky Tattoos van Henk Schiffmacher in Amsterdam een tatoeage zetten van het symbool van de militante Amerikaanse milieubeweging Earth First!: een tomahawk gekruist met een moersleutel.
In juli 1993, enkele maanden voor de uitgave van Vs, keerde Pearl Jam terug naar Nederland. De band speelde twee keer voor een uitverkocht Sportpaleis Ahoy en gaf een verrassingsoptreden in Paradiso in Amsterdam. Het grote podium en de matige geluidskwaliteit in Rotterdam speelt de band parten. Eddie Vedder gaf later aan in eerste instantie kwaad te zijn geweest om de grootte van de zaal, maar dit los te hebben gelaten omdat 10.000 mensen uit hun dak gingen. In Amsterdam haakt Eddie Vedder na drie kwartier af vanwege keelproblemen. De zanger noemt het optreden "pijnlijk".
Eddie Vedder speelde in november 1996 samen met The Fastbacks in Vera (Groningen) en een dag later met Pearl Jam voor een uitverkochte RAI Parkhal in Amsterdam. Hoewel het optreden zelf als positief werd ervaren, was de band zelf ontevreden met de locatie en zanger Eddie Vedder refereerde hier nogmaals aan tijdens het optreden in 2009 in Ahoy. Tussen deze optredens zaten slechts twee nieuwe concerten van Pearl Jam in Nederland en een nieuwe deelname aan Pinkpop (in 2000). De concerten vonden plaats in Arnhem (2006, Gelredome) en Nijmegen (2007, Goffertpark).
De concerten in Arnhem en Nijmegen werden door de band gecombineerd met de eerste optredens (als volledige band) in België: op 30 augustus 2006 in het Sportpaleis in Antwerpen en op 29 juni 2007 tijdens het festival Rock Werchter. Hierna speelt de band op 13 augustus 2009 in Ahoy te Rotterdam, op 27 juni 2010 is Pearl Jam de hoofdact tijdens Rockin' Park in Nijmegen en op zondag 4 juli is Pearl Jam de afsluitende act op Rock Werchter.
Op 30 september 2011 zond radiostadion Kink FM haar allerlaatste nummers uit. In de twee weken voorafgaand werden nummers van de Kink 1600 (de lijst uitgekozen door de Kink FM-luisteraars ter ere van het 16-jarige bestaan van de Messenger of Music) uitgezonden. Bovenaan de lijst, en daarmee het laatst door Kink FM uitgezonden nummer, stond Black van Pearl Jam.
In 2012 spelen ze op 26 en 27 juni, als eerste rockband, in de nieuwe Ziggo Dome in Amsterdam. Dit tweede concert is met name bijzonder omdat een Amerikaanse fan (Brian Farias) bijna de volledige setlist heeft mogen samenstellen. Er worden meerdere zeldzame nummers gespeeld. Op 29 juni 2012 en 5 juli 2014 was de band headliner op Rock Werchter. In 2014 speelt Pearl Jam opnieuw tweemaal in een uitverkochte Ziggo Dome, en speelt het in op de deelname van het Nederlands Elftal aan het WK 2014 met onder meer een oranje shirt. Op de achterkant staat het rugnummer "10" (verwijzend naar het album Ten). Op de voorkant staat bij de Nederlandse leeuw de cijfers 5 en 1 vermeld, verwijzend naar de 5-1 overwinning op Spanje (en al dan niet toevallig naar de titel Five Against One). Pearl Jam speelde op 12 en 13 juni 2018 in de Ziggo Dome en in dezelfde week op 15 juni 2018 als afsluiter van de eerste dag op Pinkpop 2018.
In 2019 zond de NPO de Top 50 van 50 jaar Pinkpop uit. Het concert van Pearl Jam stond op 1 in de lijst.

## Temple of the Dog
Chris Cornell, bekend als frontman van Soundgarden en Audioslave, was een voormalig kamergenoot van Mother Love Bone-zanger Andrew Wood. Om diens dood te verwerken besloot Cornell om nummers te schrijven. In de periode dat Eddie Vedder in Seattle landde om zich aan te sluiten bij wat Pearl Jam zou worden, waren Ament en Gossard samen met Cornell bezig aan het project Temple of the Dog. De naam komt voort uit het Mother Love Bone-nummer Man of Golden Words. Vedder werd erbij geplaatst en zingt als achtergrondzanger bij Say Hello 2 Heaven en heeft een prominente rol bij het nummer Hunger Strike, een klassieker onder fans van Pearl Jam. In april 1991 werd het gelijknamige album uitgebracht, enkele maanden voordat Ten werd uitgegeven. Het album (tot dan toe 70.000 keer in de Verenigde Staten verkocht) werd in de zomer van 1992 opnieuw uitgegeven, ditmaal met een sticker "Including members of Soundgarden and Pearl Jam" erop. Begeleid door een videoclip bij het nummer Hunger Strike, werd het album meer dan één miljoen keer verkocht. PolyGram speelde ook in op de hype en bracht in september 1992 het album Apple (1990) van Mother Love Bone opnieuw uit, ditmaal als compilatiealbum. In 2016 werden er verschillende reissues van het album uitgegeven ter ere van het 25-jarig bestaan ervan. Daarnaast speelde de supergroup een tour in de Verenigde Staten met acht concerten (in Philadelphia, New York, San Francisco, Los Angeles en Seattle). Een half jaar later overleed Chris Cornell.

## Imago en levensstijl
Pearl Jam, en de fans, hadden begin jaren 90 een duidelijk imago: lang haar, geruite houthakkersoverhemden (flanellen shirts) of mouwloze shirts, kapotte spijkerbroeken, halflange broeken, een wollen muts en schoenen van het merk Converse (de zogenaamde ’Chuckies’ All Stars, laag model) of Dr. Martens. De kleding was vaak tweedehands. De titel van het nummer Corduroy refereert aan een goedkoop ribfluwelen jasje dat Eddie Vedder droeg dat hij had gekregen van Stone Gossard bij zijn aankomst in Seattle. Dat type jasje steeg enorm in prijs dankzij de beroemdheid van Pearl Jam. Het nummer Corduroy gaat over valse iconen die de media produceren.
Met het vertrek van Dave Abbruzzese in 1994 verdween ook het lange haar uit de band. Vedder had zijn haar sinds 1993 halflang, kort in 2001 en verscheen in 2002 met een mohawk-kapsel tijdens de opname van The Ramones in de Rock-'n-Roll Hall of Fame. Sinds 2004 heeft Vedder weer halflang haar en is hij meestal ongeschoren.
De leden van Pearl Jam hebben tijdens het bestaan van de band niet de levensstijl gehanteerd zoals dat bijvoorbeeld het geval was bij Guns N' Roses, Nirvana, Alice in Chains en Mudhoney, waarvan de bandleden meer rebelleerden. Zanger Eddie Vedder heeft hierover gezegd: "To some people, a punk ethic would be just getting sloshed before, during and after a show, staying up all night fucking and shooting heroin. But to me it’s more punk to be in control, strong and able to do things with your body that you wouldn’t able to do if you were weak, or weak of spirit".
Gitarist Mike McCready leed begin jaren 90 aan een drugs- en alcoholverslaving. Hij zei hierover: "We had a lot of meetings where they would say, 'Hey Mike, you're getting way too fucked up.' But we're all really good friends and we love each other and I think they actually thought I was going to die, but they never took steps to kick me out of the band, which I can't believe because I fucked up so many times. I was drunk and making an ass out of myself and they were concerned about it....I'd clean up for a little while then I'd fall off the wagon, like addicts do....When everything blew up, everybody kind of lost their minds....I was clean for about a month...well, semi-clean; I can't bullshit about that...but I fell off the wagon after the Kurt Cobain thing. That fucked with everybody really hard. I mean, how do you get to that point of depression where suicide's the only way out?".
Tijdens opnamen voor het album Binaural (2000) raakte McCready aan pillen verslaafd in verband met zijn ziekte van Crohn. Hierover zei hij: "I was going through some personal problems. It was my own stuff I was dealing with. That was a tough time. I was out of it. That was due, at the time, I was taking prescription drugs. I got caught up in it, because of my pain". De persoonlijke problemen van McCready komen in het nummer Inside Job aan bod, dat op het album Pearl Jam (2006) staat. Het is het eerste nummer dat door de gitarist is geschreven.
Eddie Vedder gaf in 1994 aan zelden meer drugs te gebruiken. Ook de fles wijn die Vedder vaak tijdens een optreden vergezelde werd later minder tevoorschijn gehaald.

## Prijzen
Zes nummers van Pearl Jam zijn voor een Grammy Award in de categorie Best Hard Rock Performance voorgedragen. "Spin the Black Circle" won de prijs in 1996, waarop Eddie Vedder tijdens de ontvangst ervan zei: "I don't know what this means. I don't think it means anything" (Ik weet niet wat dat inhoudt. Ik denk dat het niks betekent). De genomineerde nummers waren: Jeremy (Grammy Awards 1993), Go (Grammy Awards 1995), Do the Evolution (Grammy Awards 1999) en Grievance (Grammy Awards 2001). Het nummer The Fixer was genomineerd voor Best Rock Song (Grammy Awards 2010). Het nummer Daughter was genomineerd voor Best Rock Vocal Performance by a Duo or Group (Grammy Awards 1995). In januari 2011 is The Fixer wederom een kandidaat om een Grammy te winnen, ditmaal als Best Rock Song.
Het album Vs. was genomineerd voor Best Rock Album (Grammy Awards 1995) en Vitalogy was in dezelfde categorie, en voor Album of the Year, genomineerd voor de Grammy Awards 1996. Yield was tijdens de Grammy Awards 1999 genomineerd voor Best Recording Package. De videoclip van Do the Evolution was voor Best Music Video genomineerd voor de Grammy Awards 1999.
Pearl Jam heeft vijf American Music Awards gewonnen en was daarnaast vier keer genomineerd. In 1993 werden de categorieën Favorite New Heavy Metal/Hard Rock Artist en Favorite Pop/Rock New Artist gewonnen. In 1994 was de band genomineerd voor Favorite Heavy Metal/Hard Rock Artist en Favorite Pop/Rock Band/Duo/Group. In 1995 was de band genomineerd voor Favorite Heavy Metal/Hard Rock Artist. In 1996 werd de categorie Favorite Heavy Metal/Hard Rock Artist gewonnen. In datzelfde jaar werd de categorie Favorite Alternative Artist gewonnen, net zoals dat in 1999 gebeurde. In 2006 was Pearl Jam in deze categorie genomineerd.
De videoclip van Jeremy werd in 1993 bekroond met vier MTV Video Music Awards, waaronder Best Video of the Year. De videoclip van Alive was genomineerd voor de 1992 MTV Video Music Awards in de categorie Best Alternative Video.
De lezers van USA Today riepen Pearl Jam in 2005 uit tot The Greatest American Rock Band Ever. Allmusic noemt Pearl Jam "de populairste Amerikaanse rock-'n-rollband van de jaren 90". In 2006 werd de band door Esquire gekozen tot Best Live Act, en beschreven als "the rare superstars who still play as though each show could be their last" (zeldzame supersterren die iedere show spelen alsof het hun laatste kan zijn). In 2009 stelde dit blad een lijst op met "9 Live Shows a Man Should See", met Pearl Jam bovenaan.

## Pearl Jam en filmmuziek
Pearl Jam heeft muzikaal bijgedragen aan meerdere films. Voor de soundtrack van de in 1992 uitgebrachte film Singles schreef de band de nummers Breath en State of Love and Trust. Voor de in 1993 uitgebrachte film Judgment Night nam de band het nummer Real Thing op samen met Cypress Hill. Voor de in 1995 uitgebrachte film The Basketball Diaries werd het nummer Catholic Boy samen met Jim Carroll opgenomen. Het nummer Hard to Imagine staat op de soundtrack voor de in 1998 uitgebrachte film Chicago Cab, hoewel het nummer al in 1993 was opgenomen. Het voor de film Big Fish uit 2003 geschreven nummer Man of the Hour werd genomineerd voor een Golden Globe Award. In de film Love Reign o'er Me uit 2007 van Mike Binder wordt het titelnummer van Pearl Jam als outtro bij de credits gebruikt. Dit nummer is een cover door Pearl Jam van het gelijknamige nummer van The Who van het dubbelalbum Quadraphenia.
De eerste keer dat Vedder zonder Pearl Jam aan een film bijdroeg was voor het in 1995 uitgebrachte Dead Man Walking. Dit betreft twee nummers samen met Nusrat Fateh Ali Khan: Face of Love en Long Road. Voor de in 2001 uitgebrachte film I Am Sam nam Vedder een cover op van het Beatles-nummer You've Got to Hide Your Love Away. De soundtrack van de surffilm A Brokedown Melody uit 2004 bevat het nummer Goodbye van Eddie Vedder. De zanger nam het nummer Release opnieuw op voor de film Out of the Furnace. Het nummer is te horen tijdens de openingsscène en aftiteling.
In 2007 heeft Eddie Vedder de volledige soundtrack voor de film Into the Wild verzorgd. Het album debuteerde op nummer 11 in de U.S. Billboard 200 album chart. Het nummer Guaranteed won een Golden Globe Award in 2008 in de categorie 'Best Original Song - Motion Picture'. Tijdens de Grammy Awards van 2008 werd het nummer genomineerd voor 'Best Song Written for a Motion Picture, Television or Other Visual Media'. Het nummer Hard Sun bereikte nummer 13 in de Modern Rock hitlijst. Beide werden voorzien van een videoclip. Het nummer Rise werd tijdens de Grammy Awards van 2009 genomineerd voor 'Best Rock Vocal Performance, Solo'. Vedder zelf was tijdens de Golden Globe Awards van 2008 genomineerd voor zijn bijdrages aan de filmmuziek. In april en augustus 2008 speelde Vedder onder meer nummers van de soundtrack tijdens zijn solotournees.
De documentaire Body of War uit 2007 bevat het nummer No More van Eddie Vedder en Ben Harper. Daarnaast staat de Pearl Jam-cover van Bob Dylans Masters of War op de soundtrack. Ook de uit 2007 stammende film I'm Not There bevat het nummer All Along the Watchtower (een cover van Bob Dylan) van Eddie Vedder, dit keer samen met de 'supergroep' The Million Dollar Bashers.

## Discografie

### Albums
- Ten (1991)
- Vs. (1993)
- Vitalogy (1994)
- No Code (1996)
- Yield (1998)
- Binaural (2000)
- Riot Act (2002)
- Pearl Jam (2006)
- Backspacer (2009)
- Lightning Bolt (2013)
- Gigaton (2020)
- Dark Matter (2024)

### Singles
| Single met eventuele hitnotering(en) in de Nederlandse Top 40 | Datum van verschijnen | Datum van binnenkomst | Hoogste positie | Aantal weken | Opmerkingen                            |
| ------------------------------------------------------------- | --------------------- | --------------------- | --------------- | ------------ | -------------------------------------- |
| Alive                                                         | 1992                  | 8 februari 1992       | 13              | 7            | Nr. 19 in de Single Top 100            |
| Jeremy                                                        | 1992                  | -                     | Tip 10          | -            | Nr. 59 in de Single Top 100            |
| Oceans                                                        | 1993                  | 30 januari 1993       | 21              | 4            | Nr. 30 in de Single Top 100            |
| Go                                                            | 1993                  | 30 oktober 1993       | 23              | 5            | Nr. 21 in de Single Top 100            |
| Daughter                                                      | 1994                  | -                     | Tip 6           | -            | Nr. 46 in de Single Top 100            |
| Dissident                                                     | 1994                  | 11 juni 1994          | 16              | 6            | Nr. 14 in de Single Top 100            |
| Dissident #2 & #3                                             | 1994                  | 26 november 1994      | 9               | 6            | Live ep's / Nr. 2 in de Single Top 100 |
| Spin the Black Circle                                         | 1994                  | 26 november 1994      | 22              | 3            | Nr. 21 in de Single Top 100            |
| Merkinball (I Got ID / Long Road)                             | 1996                  | 13 januari 1996       | 25              | 4            | ep / Nr. 38 in de Single Top 100       |
| Who You Are                                                   | 1996                  | 17 augustus 1996      | 34              | 2            | Nr. 47 in de Single Top 100            |
| Given to Fly                                                  | 1998                  | 24 januari 1998       | 25              | 3            | Nr. 36 in de Single Top 100            |
| Wishlist                                                      | 1998                  | -                     | Tip 19          | -            |                                        |
| Last Kiss                                                     | 1999                  | -                     | Tip 19          | -            | Nr. 77 in de Single Top 100            |
| Nothing as It Seems                                           | 2000                  | -                     | Tip 4           | -            | Nr. 33 in de Single Top 100            |
| I Am Mine                                                     | 2002                  | -                     | -               | -            | Nr. 58 in de Single Top 100            |
| World Wide Suicide                                            | 2006                  | -                     | Tip 18          | -            |                                        |
| The Fixer                                                     | 2009                  | -                     | -               | -            | Nr. 77 in de Single Top 100            |
| Just Breathe                                                  | 2009                  | 12 december 2009      | 14              | 11           | Nr. 18 in de Single Top 100            |
| Mind Your Manners                                             | 2013                  | -                     | Tip 20          | -            | Nr. 69 in de Single Top 100            |
| Sirens                                                        | 2013                  | -                     | Tip 14          | -            | Nr. 42 in de Single Top 100            |
| Dance of the clairvoyants                                     | 2020                  | 1 februari 2020       | tip27*          |              |                                        |

| Single met hitnotering(en) in de Vlaamse Ultratop 50 | Datum van verschijnen | Datum van binnenkomst | Hoogste positie | Aantal weken | Opmerkingen                           |
| ---------------------------------------------------- | --------------------- | --------------------- | --------------- | ------------ | ------------------------------------- |
| Alive                                                | 1992                  | -                     | -               | -            | Nr. 13 in de Radio 2 Top 30           |
| Oceans                                               | 1993                  | -                     | -               | -            | Nr. 25 in de Radio 2 Top 30           |
| Go                                                   | 1993                  | -                     | -               | -            | Nr. 24 in de Radio 2 Top 30           |
| Daughter                                             | 1994                  | -                     | -               | -            | Nr. 23 in de Radio 2 Top 30           |
| Dissident #2                                         | 1994                  | -                     | -               | -            | Live ep / Nr. 30 in de Radio 2 Top 30 |
| Dissident #3                                         | 1994                  | -                     | -               | -            | Live ep / Nr. 28 in de Radio 2 Top 30 |
| Spin the Black Circle                                | 1994                  | -                     | -               | -            | Nr. 14 in de Radio 2 Top 30           |
| World Wide Suicide                                   | 2006                  | -                     | Tip 9           | -            |                                       |
| The Fixer                                            | 2009                  | -                     | Tip 11          | -            |                                       |
| Just Breathe                                         | 2009                  | -                     | Tip 13          | -            |                                       |
| Mind Your Manners                                    | 2013                  | -                     | Tip 64          | -            |                                       |
| Sirens                                               | 2013                  | 12 oktober 2013       | 21              | 6            |                                       |

### Verzamellijsten
- Het album Ten staat al twaalf jaar lang (2005-2016) bovenaan in de Hemelse Honderd-lijst van 3FM. Daarna werd deze lijst niet meer gemaakt en opgevolgd door de 'Album Top 750 Allertijden' lijsten van Veronica. In 2016 en 2017 stond Ten op de tweede plaats en in 2018 op de eerste plaats. De lijst werd hernoemd naar de Album Top 500 Allertijden. Ten stond in 2019 en 2020 op de eerste plaats.[32]
- In mei 2016 werd Ten tot beste album aller tijden gestemd op de Album100 van Studio Brussel, een plek die het sinds 2009 inneemt en alleen in 2011 moest afstaan. In 2017 stond Ten op de eerste plaats van de Album 500. Daarna stopte Studio Brussel met de lijst.
- In juli 2011 werd het album door de lezers van het blad OOR op plek drie gezet in de lijst van de beste 40 albums van 40 jaar OOR.
- Het nummer Black staat al jaren op nummer 2 in de Top 90s Request van 3FM en het nummer was het allerlaatste op radiostation Kink FM. Ook staat het nummer per 2015 op 1 in de Tijdloze 100 van Studio Brussel (sinds 2010 staat het in de top drie) en opnieuw op 1 in 2023.
- Voor de VPRO was Alive de Song van het jaar in 1992
- In december 2009 vond de benefietactie Serious Request ('het Glazen Huis') van Radio 3FM in Groningen plaats. Op twee nummers na was Just Breathe het meest aangevraagde nummer en belandde daarom in de lijst Top Serious Request.
- Eind 2021 stond Black op de eerste plaats in de Radio Veronica Top 1000 Aller tijden. In 2019 stond het nummer nog op plek 40.
- Eind 2023 werd de NPO Radio 2 Top 90's lijst bekend gemaakt. Pearl Jam had daar 5 nummers instaan. Black stond op plek 1 en Alive stond op plek 9, ook in de Tijdloze 100 sprong Black naar de 1ste plaats.[33]

#### NPO Radio 2 Top 2000
| Nummers met noteringen in de NPO Radio 2 Top 2000 | '07 | '08  | '09 | '10 | '11 | '12  | '13 | '14  | '15  | '16  | '17  | '18  | '19  | '20  | '21  | '22  | '23  | '24  |
| ------------------------------------------------- | --- | ---- | --- | --- | --- | ---- | --- | ---- | ---- | ---- | ---- | ---- | ---- | ---- | ---- | ---- | ---- | ---- |
| Alive                                             | 591 | 1870 | 49  | 202 | 95  | 59   | 57  | 59   | 61   | 44   | 37   | 55   | 56   | 57   | 58   | 66   | 74   | 73   |
| Better Man                                        | -   | -    | -   | -   | -   | -    | -   | -    | -    | -    | -    | -    | -    | 1037 | 997  | 942  | 1102 | 1088 |
| Black                                             | -   | -    | 803 | 452 | 40  | 24   | 16  | 12   | 12   | 10   | 6    | 7    | 7    | 6    | 9    | 7    | 7    | 10   |
| Daughter                                          | -   | -    | -   | -   | -   | -    | -   | -    | 1518 | 1327 | 1238 | 1237 | 1044 | 1310 | 1411 | 1265 | 1371 | 1375 |
| Even Flow                                         | -   | -    | -   | -   | -   | -    | -   | -    | -    | -    | -    | 450  | 414  | 503  | 515  | 400  | 423  | 452  |
| Jeremy                                            | -   | -    | -   | -   | -   | 1497 | 602 | 196  | 195  | 155  | 136  | 156  | 158  | 195  | 187  | 204  | 230  | 245  |
| Just Breathe                                      | ×   | ×    | -   | 120 | 114 | 94   | 69  | 46   | 39   | 34   | 30   | 35   | 33   | 32   | 32   | 34   | 36   | 43   |
| Oceans                                            | -   | -    | -   | -   | -   | -    | -   | 1702 | -    | -    | -    | -    | -    | -    | -    | -    | -    | -    |
| Rearviewmirror                                    | -   | -    | -   | -   | -   | -    | -   | -    | -    | -    | -    | -    | 1652 | 1688 | 1832 | 1711 | 1816 | 1949 |

1. ↑  Een '-' betekent dat het nummer niet was genoteerd, een '×' betekent dat het nummer nog niet was uitgebracht en een vetgedrukt getal geeft de hoogste notering van een nummer aan.
2. ↑  2007 was het eerste jaar met een notering voor Pearl Jam.

### Dvd's
Onderstaande dvd's zijn officiële uitgaven:
- The Single Video Theory (1998): geeft een inkijk in de opnamen van het album Yield in november 1997. De titel is een speling op de single Bullet theory gerelateerd aan de moordaanslag op John F. Kennedy.
- Touring Band 2000 (2001): eerste officiële uitgave van liveoptredens (opgenomen tijdens de Binaural Tour in 2000).
- Live at the Showbox (2003): dvd van het gehele optreden op 6 december 2002 in Seattle.
- Live at the Garden (2003): registratie van het optreden op 8 juli 2003 in Madison Square Garden, New York
- Immagine in Cornice (2007): verslag van de vijf optredens in Italië van Pearl Jam in 2006.
- Water on the Road (2011): documentaire gebaseerd op de eerste solotournee van Eddie Vedder in 2008.
- PJ20 (2011): door de band ondersteunde rockumentary geregisseerd door Cameron Crowe. De film verscheen tegelijkertijd met het PJ20-album en het PJ20-boek.
- Let's Play Two (Live at Wrigley Field) (2017)

| Dvd's met hitnoteringen in de DVD Top 30 | Datum van verschijnen | Datum van binnenkomst | Hoogste positie | Aantal weken | Opmerkingen |
| ---------------------------------------- | --------------------- | --------------------- | --------------- | ------------ | ----------- |
| Live at the Garden                       | 2003                  | 22 november 2003      | 29              | 1            |             |
| Immagine in Cornice                      | 2007                  | 6 oktober 2007        | 8               | 5            |             |
| Live at the House of Blues               | 2012                  | 11 augustus 2012      | 15              | 8            |             |
| Let's Play Two (Live at Wrigley Field)   | 2017                  | 25 november 2017      | 5               | 15           |             |

### Literatuur

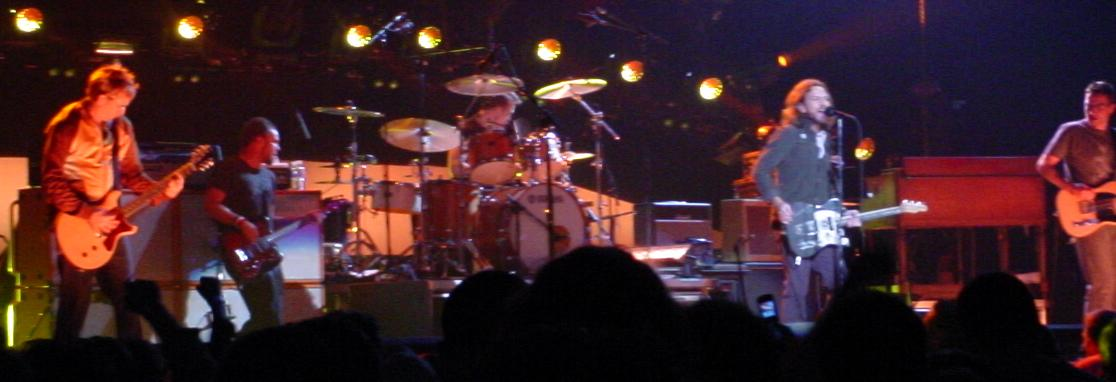
Pearl Jam tijdens een concert in Toronto in 2006. Van links naar rechts: Mike McCready, Jeff Ament, Matt Cameron, Eddie Vedder en Stone Gossard.

## Trivia
- Pearl Jam speelde in 1993 tweemaal in het voorprogramma van U2, en in 2006 eenmaal in Honolulu tijdens hun Vertigo-tournee.
- De bands The Who en The Ramones zijn inspiratiebronnen voor Eddie Vedder. Tijdens concerten noemt de band vaak Mudhoney en Alice in Chains.
- De voorliefde van Eddie Vedder voor watersporten is hem meerdere malen bijna fataal geworden. Tijdens de tournee van 1995 in onder meer Nieuw-Zeeland moest Eddie Vedder door strandwachten uit zee gered worden. In 2005 was hij bijna op zee verloren gegaan tijdens een kanotocht van Moloka'i naar Oahu.
- De meeste bandleden van Pearl Jam, vooral Stone Gossard en Eddie Vedder, zijn sportfanaten. Vedder komt uit de omgeving van Chicago en is een fan van basketbalclub Chicago Bulls en honkbalclub Chicago Cubs. Hij is bevriend met voormalig Bulls-speler Dennis Rodman en voormalig honkballers Jack McDowell (Chicago White Sox) en Kerry Wood (Chicago Cubs). Tijdens het optreden van Pearl Jam in 1992 voor MTV Unplugged en Saturday Night Live droeg Vedder een honkbalpet van White Sox dat hij van McDowell had gekregen.
- Het nummer Black, Red, Yellow gaat over de teams van de Chicago Bulls begin jaren 90. Het nummer bevat een voicemail van Dennis Rodman aan Eddie Vedder waarin hij vraagt om terug te bellen.
- Eddie Vedder zette zich jaren in voor nieuwe berechting/vrijlating van de West Memphis 3. Een van hen, Damien Echols, droeg bij aan het Pearl Jam-nummer Army Reserve.
- In 1992 zocht actrice Shannen Doherty toenadering tot Eddie Vedder. Mede door deze poging nam Pearl Jam het nummer Satan's Bed op.
- Midden jaren 90 heeft Vedder te maken met een "vrij intens stalkprobleem". Het nummer Lukin van het album No Code gaat hier onder meer over.
- Leden van Pearl Jam spelen regelmatig tijdens optredens van andere musici. Ook vindt dit andersom plaats: artiesten als Robert Plant, Neil Young, Bono, Chris Cornell, Ben Harper en Ace Frehley hebben bijgedragen aan optredens van de band.
- Tijdens de 1992 MTV Video Music Awards wilde Pearl Jam het nummer Sonic Reducer van de Dead Boys spelen. MTV verplichtte de band echter om het populaire nummer Jeremy te spelen. Uiteindelijk was Jeremy te horen, maar Vedder besloot het nummer met de tekst: "I don’t need no… I don't need no mum and dad!". Dit was een verwijzing naar de eerste zinnen van het nummer Sonic Reducer en een duidelijke reactie op het beleid van MTV. Ook het nummer Not For You van het album Vitalogy is mede hierdoor geïnspireerd. Tijdens de 1992 MTV Video Music Awards werd de band gevraagd om opnieuw Jeremy te spelen, maar ditmaal weigerde Pearl Jam. Animal werd gespeeld, gevolgd door Rocking in the Free World.
- Toen Pearl Jam's debuutalbum Ten de grens van 500.000 verkopen (goud) in de Verenigde Staten was gepasseerd, stuurde bassist Jeff Ament een gouden exemplaar naar Mookie Blaylock met de naam van de basketballer erop. Toen de verkopen de grens van één miljoen (platina) was gepasseerd, stuurde Mookie Blaylock enkele sportschoenen naar Jeff Ament die in platinum bespoten waren.
- In 1992 werd Pearl Jam twee keer in Europa bestolen. De eerste keer was in Manchester, toen spullen uit de toerbus werden gehaald. De tweede keer was in Zweden, toen spullen uit de kleedkamer van de band waren ontvreemd. Een van deze gestolen spullen was een dagboek van Vedder waarin hij aantekeningen voor nieuwe nummers bewaarde. Een dag later speelde de band voor 70.000 toeschouwers tijdens het Roskilde festival. De band raakte slaags met beveiligingspersoneel, en het restant van de Europese tournee werd geschraapt vanwege vermoeidheidsverschijnselen. Er stonden drie maanden van Lollapalooza-optredens op het schema.
- Het album Vs. uit 1993 is tweemaal op het laatste moment van naam veranderd. Oorspronkelijk heette het album Five against One, vervolgens wilde de band het Pearl Jam noemen. Uiteindelijk werd het Vs., waardoor de eerste exemplaren echter naamloos verschenen.
- De band had in de jaren 90 een moeizame reputatie in het Verenigd Koninkrijk. De Engelse pers was uiterst kritisch, en tijdens de tournee in 1993 sprak de band amper met journalisten. De band zag er op toe dat Go, de eerste single van het album Vs., niet aan de voorwaarden voldeed om opgenomen te worden in de UK Top 40. Niettemin kwam het album Vs. op nummer één binnen in de Engelse albumlijst.
- De officiële fanclub van Pearl Jam is de Ten Club en heeft in Seattle zijn thuisbasis. Elk jaar brengt de band via de fanclub een Christmas single uit met een A- en een B-nummer. De A-nummers zijn: Let Me Sleep (1991), Sonic Reducer (1992), Angel (1993), History Never Repeats (1995), Olympic Platinum (1996), Happy When I'm Crying (1997), Soldier of Love (1998), Strangest Tribe (1999), Crown of Thorns (2000), Last Soldier (2001), Don't Believe In Christmas (2002), Reach Down (2003), Someday At Christmas (2004), Little Sister (2005), Love Reign O'er Me (2006), Santa God (2007), Golden State (2008).
- Pearl Jam speelde op 10 & 11 april 1994 in de Boston Garden in Boston. In het contract stond dat de band tussendoor gebruik mocht maken van het basketbalveld van de Boston Celtics. Dat wisten de ijshockeyers van de Boston Bruins echter niet, die hierdoor tevergeefs kwamen opdagen. Vedder zocht vervolgens het team op. Wat hij echter niet vertelde, was dat hij de avond ervoor al in de kleedkamer was geweest en een ijshockey-stick naar buiten had gesmokkeld.
- Pearl Jam komt voor in de MTV-serie Beavis and Butt-head. De conversatie gaat als volgt: Beavis (kijkend naar de Stone Temple Pilots' video van Plush): Is this Pearl Jam? - Butt-head: This guy makes faces like Eddie Vedder. Beavis: No, Eddie Vedder makes faces like this guy. Butt-head: I heard these guys, like, came first and Pearl Jam ripped them off. Beavis: No, Pearl Jam came first. Butt-head: Well, they both suck.
- De band heeft diverse keren op covers van toonaangevende tijdschriften gestaan. Een beruchte voorkant is die van Time Magazine op 24 oktober 1993. Eddie Vedder werd afgebeeld en het artikel gaat over grunge, zonder medewerking van de zanger en Kurt Cobain. In oktober 1993 stond de band voor het eerst op de cover van Rolling Stone (editie 668). De band stond al meerdere keren op de cover van het Engelse weekblad Kerrang! (1992, 1993, 1994, 1995, 2009) en het Amerikaans maandblad Spin Magazine (waaronder drie keer in 2009).
- Eddie Vedder heeft zeven keer op de cover van Rolling Stone gestaan. In editie 668 (1993) is dat met de gehele band. In editie 747 (1996) betreft het een coverartikel. Editie 822 is een themanummer over Greatest Concerts of the 1990s met Eddie Vedder als boegbeeld. Editie 847 is een Summer Music Special Issue met waarbij onder meer Eddie Vedder wordt afgebeeld. In het kader van Voices for Change staat onder meer Eddie Vedder op de cover van editie 959. Het 1000ste nummer van Rolling Stone is een collage met onder meer Eddie Vedder. In juni 2006 (editie 1003) staat Eddie Vedder voorlopig voor het laatst op de cover. In diezelfde maand wordt hem tijdens een concert in Cincinnati een exemplaar toegeworpen. Vedder veegt er zijn achterste mee af. De reden is dat het blad had beloofd om de gehele band op de cover te zetten.
- De muziekstijl van Pearl Jam en de zangstijl van Pearl Jam zijn sinds 1991 veel gekopieerd. Bekende voorbeelden zijn de bands Creed (1993) (en het latere Alter Bridge), Bush (1992), Silverchair (1992) en Staind (1995). De Stone Temple Pilots werden door de New York Times een 'tweederangs-Pearl Jam' genoemd.
- Kings of Leon zijn geïnspireerd door Pearl Jam en liefhebbers van de band. Kings of Leon speelde in 2006 in het voorprogramma van Pearl Jam.